# Saint-Magne

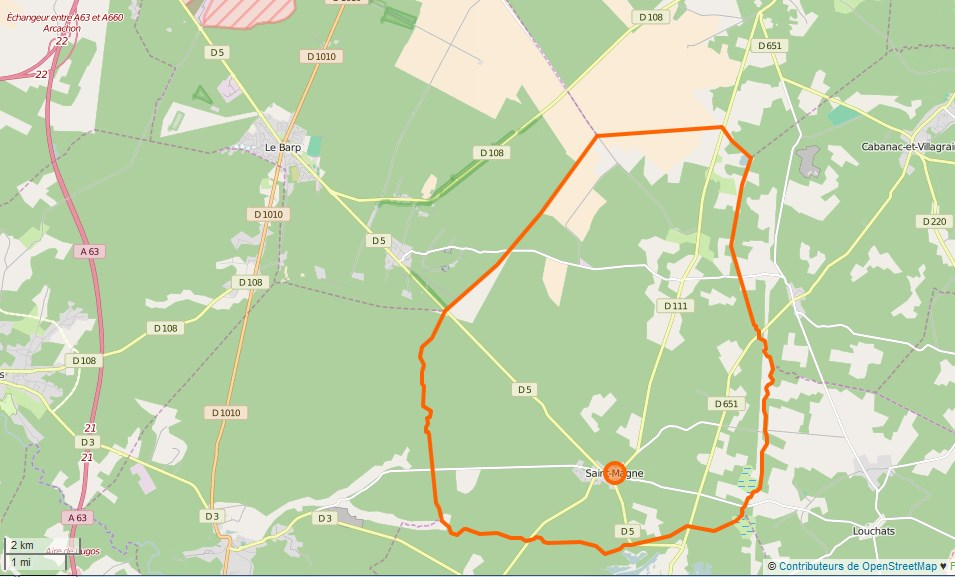
Gemeindegrenzen von Saint-Magne

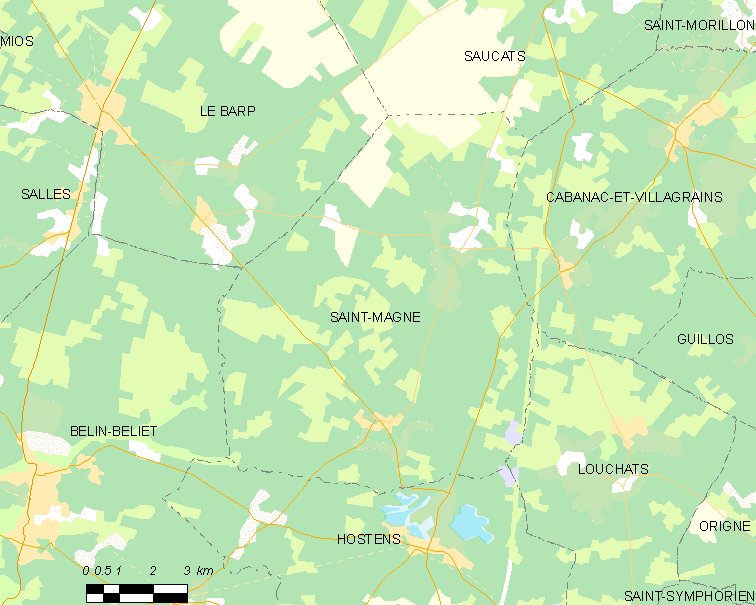
Umgebungskarte von Saint-Magne

Saint-Magne (okzitanisch: Sent Manhe) ist eine französische Gemeinde mit 1235 Einwohnern (Stand: 1. Januar 2022) im Département Gironde in der Region Nouvelle-Aquitaine. Sie gehört zum Arrondissement Arcachon und zum Kanton Les Landes des Graves.

## Geografie
Saint-Magne liegt im Süden des Départements im Regionalen Naturpark Landes de Gascogne. Umgeben wird Saint-Magne von den Nachbargemeinden Saucats im Norden, Cabanac-et-Villagrains im Osten und Nordosten, Louchats im Osten und Südosten, Hostens im Süden, Belin-Béliet im Westen und Südwesten sowie Le Barp im Nordwesten.

## Bevölkerungsentwicklung
| Jahr      | 1962 | 1968 | 1975 | 1982 | 1990 | 1999 | 2006 | 2017 |
| Einwohner | 604  | 593  | 538  | 754  | 799  | 814  | 938  | 967  |

## Sehenswürdigkeiten

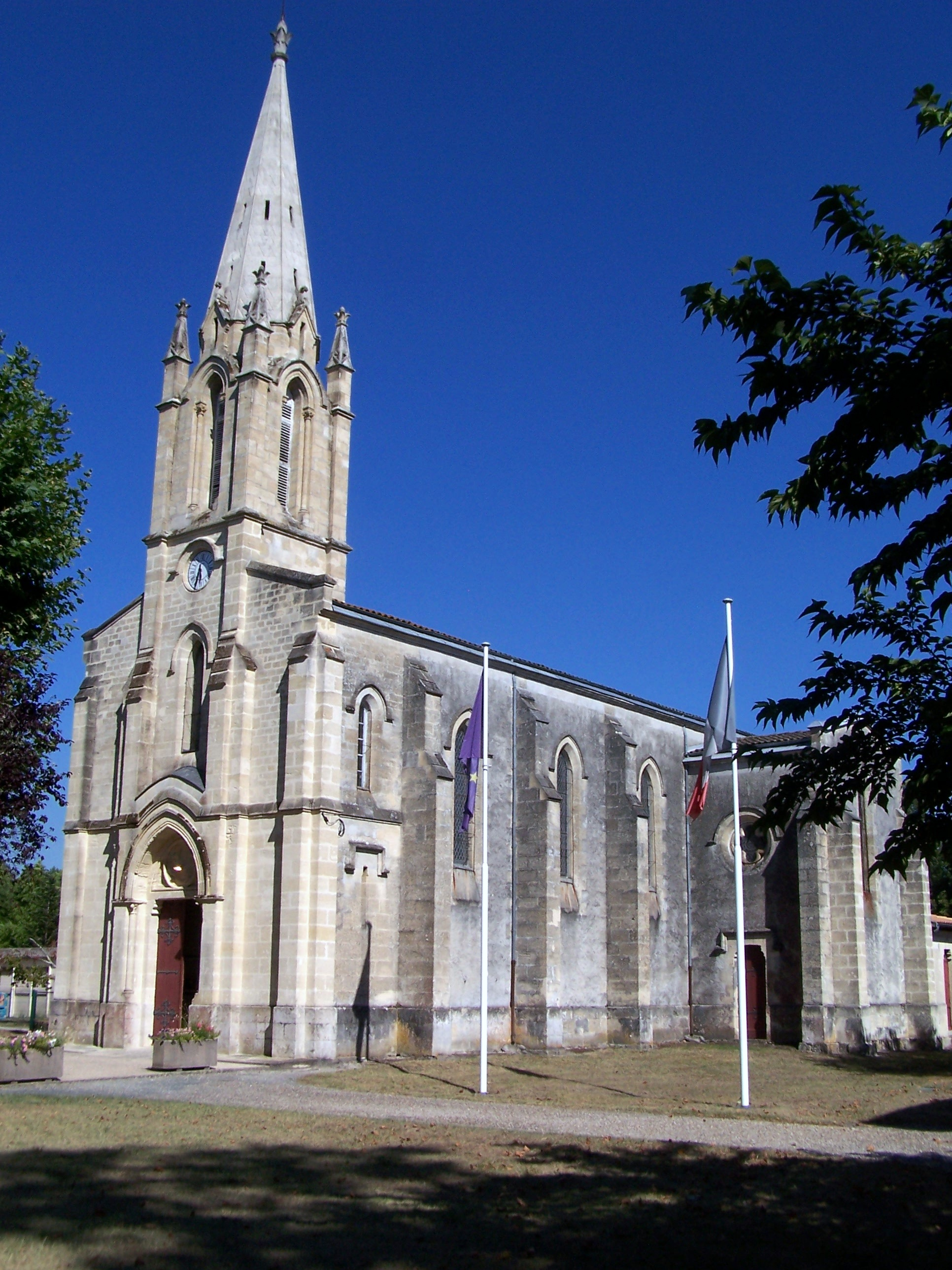
Kirche

- Kirche St-Magne (siehe auch: Liste der Monuments historiques in Saint-Magne)